# Mastikan
Mastikan (arab. مستكان)– wieś w Syrii, w muhafazie Aleppo, w dystrykcie Afrin. W 2004 roku liczyła 291 mieszkańców.